# Djurgårdens IF Fotboll 1947/1948
Djurgårdens IF Fotboll, spelade 1947/1948 i Allsvenskan, man kom på 11:e plats och blev nedflyttad till Division 2 Nordöstra.
Med ett hemmapubliksnitt på 15250 blev Hans Stelius lagets bäste målskytt med 12 mål och på andra plats kom Nils Cederborg med 8 mål.
Matcher 1947-48
Omgång 1
Djurgården-GAIS 1-2